# Johannes Hubschmid
No confondre amb el seu pare Johann Ulrich Hubschmied, que també publicà estudis de toponímia preromànica
Johannes Hubschmid (Küsnacht, Zuric, 14 d'agost de 1916 - Heidelberg, gener de 1995) va ser un romanista suís. Es dedicà a la lingüística romànica, en especial a la lingüística històrica, l'etnolingüística, la lexicologia, l'onomàstica i l'etimologia de les llengües romàniques i del substrat preindoeuropeu.

## Biografia
Va estudiar lingüística romànica i indoeuropea, entre 1935 i 1942, a les universitats de Zúric i Grenoble. Va ser deixeble, a la Universitat de Zúric, de Jakob Jud, A. Steiger i M. Leumann. De 1944 a 1952 treballà en el Servei Topogràfic Federal. Més envant, fou professor de les universitats de Berna i Heidelberg. Des dels anys cinquanta anà publicant diversos estudis sobre els elements preindoeuropeus, principalment en les llengües romàniques. Investigà també el basc i s'ocupà de la metodologia de la recerca etimològica i la toponímia preromanes. En els seus estudis tingué força en compte el cabal prellatí del català, com ho demostren les seves contribucions de la Enciclopedia Lingüística Hispánica (1960). Col·laborà en publicacions especialitzades com "Revista de Filologia Romànica" de la Universitat de Berna, "Vox Romànica", "Revista Internacional de Onomástica", "Etimologija" de Moscú, "Eusko Jakintza" i altres.

## Obres
- Praeromanica. Studien zum Vorromanischen Wortschatz der Romania mit besonderer Beriicksichtung der franko provenzalischen und provenzalischen Mundarten der Westalpen. Bern, Verlag A. Francké, 1949. (Romanica Helvetica, vol. 30.)
- Vorindogermanische und jüngere Wortschichten in den romanischen Mundarten der Ostalpen, mit Berücksichtigung der ladinisch-bayrisch-slowenischen Lehnbeziehungen "Zeitschrift für romanische Philologie" vol. 66 (1950) p. 1-94.
- Studien zur iberoromanischen Wortgeschichte und Ortsnamenkunde. "Boletím de Filología" vol. 12 (1951) p. 117-156.
- Sardische Studien. Das mediterrane Substrat des Sardischen, seine Beziehungen zum Berberischen und Baskischen sowie zum eurafrikanischen und hispano-kaukasischen Substrat der romanischen Sprache. Bern, A. Francke AG., 1953. 138 pàgines.
- Thesaurus Praeromanicus. I: Grundlagen für ein weitverbreitetes mediterranes Substrat, dargestellt an romanischen, baskischen und vorindogermanischen p-Suffixen. Bern (1963).
- Thesaurus Praeromanicus. 2: Probleme der baskischen Lautlehre und baskisch-vorromanische. Bern (1965).
- Die "asko-/usko-" Suffixe und das Problem des Ligurischen. Paris (1969)